# Gudaf Tsegay
Gudaf Tsegay (23 januari 1997) is een Ethiopisch atlete, gespecialiseerd in de middellange afstanden.

## Loopbaan
Op de Atletiek op de Olympische Zomerspelen van Rio liep de toen negentienjarige Tsegay de 800 meter, waar ze bleef steken in de series en de finale op een haar na miste. Op de Atletiek op de Olympische Zomerspelen van Tokio in 2021 liep ze op de 5000 meter. Ze werd eerste in haar serie, en liep in de finale naar een bronzen medaille. Op de Olympische Zomerspelen van Parijs in 2024 liep ze de 5000 meter en 10.000 meter. 
In 2022 werd Tsegay in Belgrado wereldkampioene indoor op de 1500 meter. Op de wereldkampioenschappen in Eugene, US, werd ze tweede op deze afstand, en wereldkampioene op de 5000 meter.
In 2023 werd Tsegay wereldkampioen op de 10.000 meter, en raakte ze haar wereldkampioen-status kwijt op de 5000m. 